# Andrzej Mularczyk

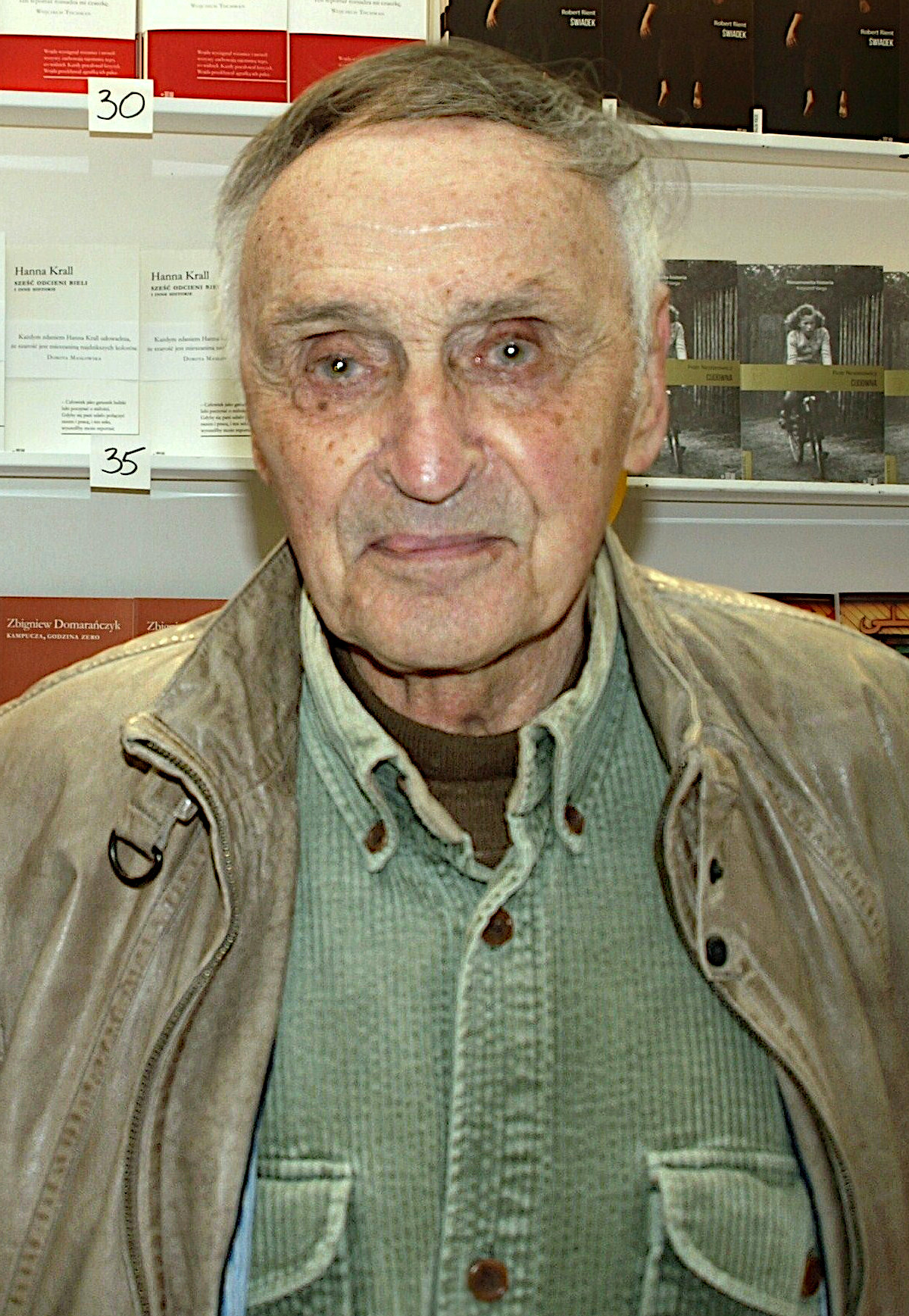
Andrzej Mularczyk (2015)

Andrzej Edward Mularczyk (* 13. Juni 1930 in Warschau; † 21. Juni 2024 in Polen) war ein polnischer Schriftsteller, Drehbuch- und Hörspielautor.

## Leben
Mularczyk debütierte als Autor in der polnischen Untergrundzeitschrift Dźwigary, die 1943 Texte von ihm anonym veröffentlichte. Nach dem Krieg arbeitete er als Reporter für die Wochenzeitung Świat und studierte Journalismus an der Universität Warschau. 1955 wurde er Mitglied des polnischen Schriftstellerverbandes und 1964 Mitglied der Vereinigung polnischer Filmemacher. Er arbeitete viele Jahre für den polnischen Rundfunk und war von 1970 bis 1977 Literaturmanager der Filmgruppe Iluzjon.
Neben Kriminalromanen, historischen Romanen und anderen belletristischen Werken schrieb Mularczyk u. a. dramatische Werke, Sachbücher, Kinderbücher, Essays, Drehbücher und Hörspiele. Zwei seiner Hörspiele wurden mit dem Prix Italia ausgezeichnet: Aus dem tiefen Wasser (1989) und Der Zirkus ist abgereist, die Löwen sind geblieben (1996). Das Haus auf den Knochen oder Auf Wiedersehen, unsere Hoffnung wurde im August 1991 Hörspiel des Monats. Auf seinem Buch Post mortem. Opowieść katyńska (Post mortem. Erzählung von Katyn) basiert Andrzej Wajdas Film Das Massaker von Katyn. Insgesamt schrieb Mulasczyk mehr als 40
Drehbücher, u. a. zu in Polen populären Filmen und Serien wie Sami swoi, Nie ma mocnych, Kochaj albo rzuć und Dom.

## Hörspiele in Deutschland
- 1965: Onkel Albert – Regie: Otto Kurth (Original-Hörspiel – WDR)
- 1968: Mit Co-Autor ((Jerzy Janicki)): Drei Meter Boden – Regie: Walter Niklaus (Originalhörspiel – Rundfunk der DDR)
- 1976: Ein ungemein friedfertiger Mensch – Regie: Helmut Hellstorff (Originalhörspiel – Rundfunk der DDR)
- 1980: Der Besuch – Regie: Albrecht Surkau (Originalhörspiel – Rundfunk der DDR)
- 1985: Aplipaplikukiblau oder Komm runter vom Dach, Alicja – Regie: Norbert Speer (Originalhörspiel – Rundfunk der DDR)
- 1986: Der Millionste – Regie: Helmut Hellstorff (Originalhörspiel – Rundfunk der DDR)
- 1990: Aus den Tiefen der Wasser – Regie: Ingeborg Medschinski (Originalhörspiel – Rundfunk der DDR)
  - Auszeichnung: Die polnische Originalproduktion von Henryk Rozen wurde 1989 mit dem Prix Italia ausgezeichnet.
- 1990: Aus dem tiefen Wasser – Regie: Heinz Dieter Köhler (Hörspiel – WDR/SWF)
  - Auszeichnung: Prix Italia 1989
- 1991: Das Haus auf den Knochen oder Auf Wiedersehen unsere Hoffnung – Regie: Klaus-Dieter Pittrich (Hörspiel – WDR)
  - Auszeichnung: Hörspiel des Monats August 1991
- 1993: Hörspiel aus Osteuropa (Polen): Der Balkon an der Hauptstrasse – Regie: Klaus-Dieter Pittrich (Originalhörspiel – WDR)
- 1994: Hörspiel aus Osteuropa (Polen): Der freie Hund Iwan – Regie: Klaus-Dieter Pittrich (Originalhörspiel – WDR)
- 1997: Der Zirkus ist abgereist, die Löwen sind geblieben – Regie: Klaus-Dieter Pittrich (Originalhörspiel – WDR/ORB)